# Affonso Berardinelli Tarantino
Affonso Berardinelli Tarantino (São José dos Campos, 31 de julho de 1915 – 15 de julho de 2014) foi um médico brasileiro.
Foi eleito membro da Academia Nacional de Medicina em 1977, ocupando a Cadeira 10, que tem Pedro Francisco da Costa Alvarenga como patrono.